# Anthaxia chaerodrys
Anthaxia chaerodrys es una especie de escarabajo del género Anthaxia, familia Buprestidae. Fue descrita científicamente por Szallies en 2001.